# Macrotocinclus affinis
Macrotocinclus affinis (abans Otocinclus affinis) és una espècie de peix de la família dels loricàrids i de l'ordre dels siluriformes
que es troba a l'estat de Rio de Janeiro (Brasil).
Els mascles poden assolir els 5 cm de llargària total.

## Galeria

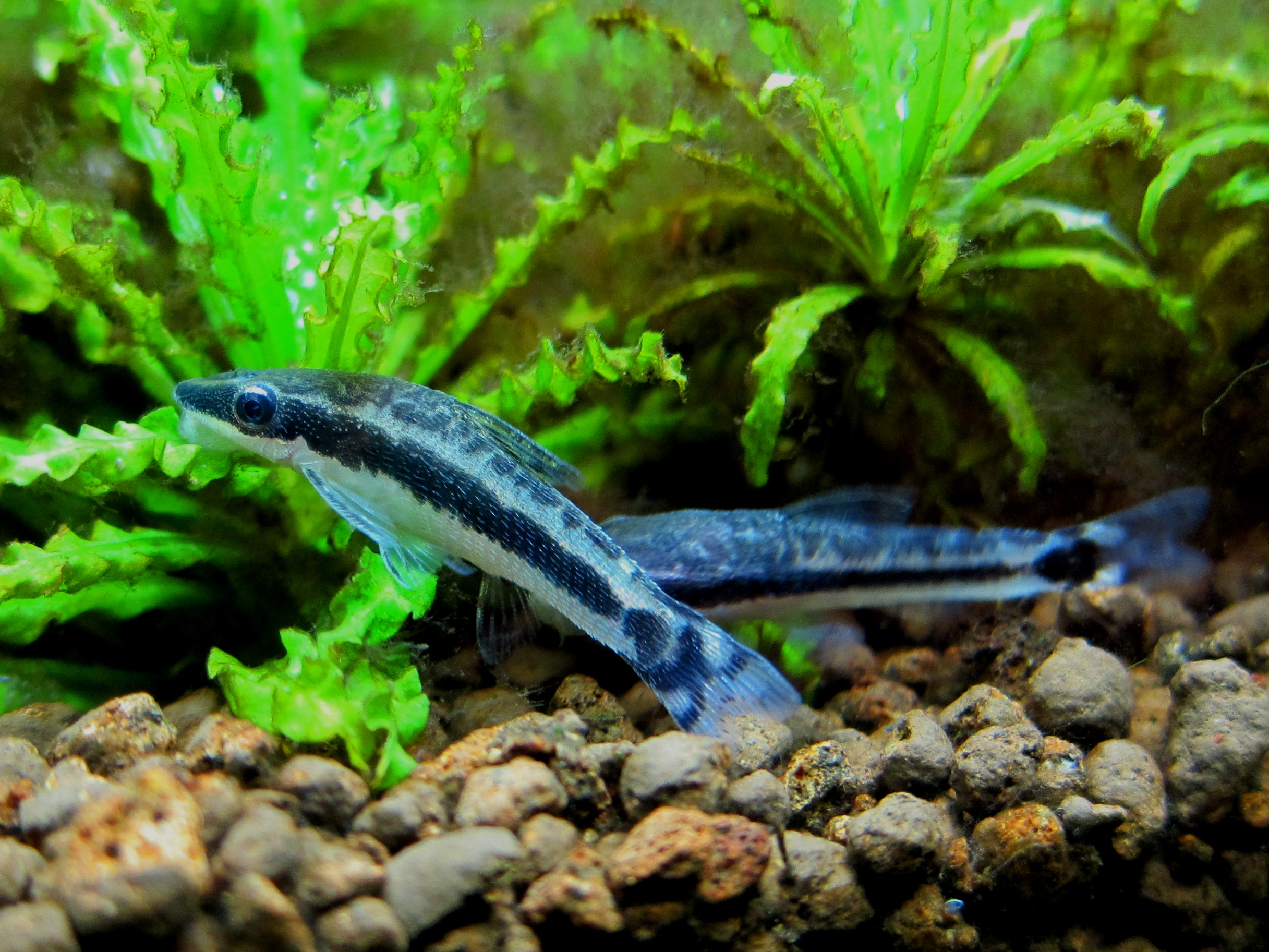